# Esteban Granado
Esteban Granado Bombín (Burgos, 17 de abril de 1923 - ibídem, 16 de febrero de 2005) fue un interventor de empresa, intendente mercantil y político socialista español.

## Biografía
Miembro del Partido Socialista Obrero Español (PSOE) en el interior durante el final de la dictadura franquista, participó en la refundación de la estructura organizativa del PSOE y de la Unión General de Trabajadores (UGT) en la provincia de Burgos. Durante la Transición democrática fue diputado al Congreso por la circunscripción de Burgos elegido en 1977 y 1979, tiempo durante el cual ocupó la vicepresidencia segunda en la comisión de Presupuestos. Después, fue designado miembro del Tribunal de Cuentas y consejero de Trabajo en el ente preautonómico de la futura Comunidad autónoma de Castilla y León.
Miembro del Comité Federal del PSOE, participó en las reuniones previas de los máximos dirigentes del PSOE de cara al Congreso extraordinario socialista de septiembre de 1979, provocado por la renuncia de Felipe González a dirigir el partido, después que el  XXVIII Congreso celebrado en marzo de ese mismo año decidiera mantener su compromiso ideológico básico con el marxismo. Su hijo, Octavio Granado, fue secretario de Estado de Seguridad Social con el presidente del gobierno, José Luis Rodríguez Zapatero.